# Focus – A látszat csal
A Focus – A látszat csal (eredeti cím: Focus) 2015-ben bemutatott amerikai bűnügyi filmvígjáték-dráma, melyet Glenn Ficarra és John Requa írt és rendezett. A főbb szerepekben Will Smith, és Margot Robbie látható.
Az Amerikai Egyesült Államokban 2015. február 27-én mutatták be a Warner Bros. Pictures forgalmazásában. Magyarországon 2015. február 26-án debütált a mozikban az InterCom Zrt. jóvoltából.

## Szereplők
| Szereplő      | Színész         | Magyar hang         |
| ------------- | --------------- | ------------------- |
| Nicky         | Will Smith      | Kálid Artúr         |
| Jess Barrett  | Margot Robbie   | Peller Mariann      |
| Garriga       | Rodrigo Santoro | Nagy Ervin          |
| Owens         | Gerald McRaney  | Ujréti László       |
| Liyuan        | B. D. Wong      | Keresztes Tamás     |
| McEwen        | Robert Taylor   | Hirtling István     |
| Jared         | Dominic Fumusa  | Bozsó Péter         |
| Horst         | Brennan Brown   | Kaszás Gergő        |
| Farhad        | Adrian Martinez | Elek Ferenc         |
| Marcelo       | Juan Minujin    | Tasnádi Bence       |
| Gordon        | Dotan Bonen     | Barabás Kiss Zoltán |
| Részeg idegen | David Stanford  | Seder Gábor         |
| Futballedző   | Don Yesso       | Barbinek Péter      |
| Báros         | Jano Seitun     | Láng Balázs         |